# موریس بلیتس
موریس بلیتس (انگلیسی: Maurice Blitz; ۲۸ ژوئیهٔ ۱۸۹۱ – ۲ فوریهٔ ۱۹۷۵) بازیکن واترپلو اهل فرانسه بود.